# Episodi di Fear the Walking Dead (terza stagione)
La terza stagione della serie televisiva Fear the Walking Dead, composta da sedici episodi, è stata trasmessa in prima visione negli Stati Uniti d'America dall'emittente AMC dal 4 giugno al 15 ottobre 2017.
In Italia la stagione è andata in onda in prima visione satellitare su MTV, canale a pagamento della piattaforma Sky, dal 18 giugno al 19 novembre 2017.
| nº | Titolo originale                    | Titolo italiano               | Prima TV USA      | Prima TV Italia  |
| -- | ----------------------------------- | ----------------------------- | ----------------- | ---------------- |
| 1  | Eye of the Beholder                 | Gli occhi di chi guarda       | 4 giugno 2017     | 18 giugno 2017   |
| 2  | The New Frontier                    | La nuova frontiera            | 4 giugno 2017     | 25 giugno 2017   |
| 3  | Teotwawki                           | Teotwawki                     | 11 giugno 2017    | 2 luglio 2017    |
| 4  | 100                                 | 100                           | 18 giugno 2017    | 9 luglio 2017    |
| 5  | Burning in Water, Drowning in Flame | Salendo le scale ieri sera... | 25 giugno 2017    | 16 luglio 2017   |
| 6  | Red Dirt                            | Terra rossa                   | 2 luglio 2017     | 23 luglio 2017   |
| 7  | The Unveiling                       | La scoperta                   | 9 luglio 2017     | 30 luglio 2017   |
| 8  | Children of Wrath                   | Il teschio indiano            | 9 luglio 2017     | 6 agosto 2017    |
| 9  | Minotaur                            | Il minotauro                  | 10 settembre 2017 | 1º ottobre 2017  |
| 10 | The Diviner                         | Il divinatore                 | 10 settembre 2017 | 8 ottobre 2017   |
| 11 | La Serpiente                        | Lo scambio                    | 17 settembre 2017 | 15 ottobre 2017  |
| 12 | Brother's Keeper                    | Il custode del fratello       | 24 settembre 2017 | 22 ottobre 2017  |
| 13 | This Land Is Your Land              | Questa è la mia terra         | 1º ottobre 2017   | 29 ottobre 2017  |
| 14 | El Matadero                         | Il mattatoio                  | 8 ottobre 2017    | 5 novembre 2017  |
| 15 | Things Bad Begun                    | La forza del male             | 15 ottobre 2017   | 12 novembre 2017 |
| 16 | Sleigh Ride                         | La resa dei conti             | 15 ottobre 2017   | 19 novembre 2017 |

## Gli occhi di chi guarda
- Titolo originale: Eye of the Beholder
- Diretto da: Adam Davidson
- Scritto da: Dave Erickson

### Trama
Madison, Travis e Alicia vengono catturati da un gruppo di militari e portati in un complesso militare, dove vengono separati: Travis viene portato in uno scantinato, mentre Madison e Alicia in un ufficio, dove Troy, il capo del gruppo, le interroga su chi sono e sulle loro intenzioni. Nello scantinato Travis ritrova Nick e conosce Luciana, gravemente ferita, insieme ad altri prigionieri. Essi, a turno, vengono uccisi dai soldati per misurare il tempo di trasformazione in vagante. Travis, Nick, Luciana e Steven, un altro prigioniero, tentano la fuga ma solo Luciana e Nick si dileguano in un canale sotterreaneo, mentre Travis viene ricatturato e Steven ucciso. Nel frattempo Madison prende in ostaggio Troy chiedendo di lasciare libera la sua famiglia mentre Alicia cerca un mezzo per fuggire. Travis intanto viene gettato in una fossa piena di vaganti, ma riesce a ucciderli tutti con armi improvvisate. Nel frattempo Nick e Luciana si imbattono in un'orda di vaganti e tornando indietro incontrando Alicia, ma vengono tutti catturati. Grazie all'aiuto del sopraggiunto Jake, fratello di Troy, Madison viene convinta a cessare le ostilità e si riunisce agli altri. Jake redarguisce il fratello e offre a Madison e gli altri la possibilità di seguirli verso il ranch di loro padre, ma la donna rifiuta. Prima che possano ripartire però l'orda di vaganti raggiunge il complesso e vengono separati: Travis, Luciana e Alicia partono in elicottero con Jake, mentre Madison e Nick seguono su automezzi con Troy.
- Guest star: Noel Fisher (Willy), Lindsay Pulsipher (Charlene Daley), Michael William Freeman (Blake Sarno), Ross McCall (Steven).
- Altri interpreti: Brennan Keel Cook (Guardia addormentata), Graham Sibley (Prossima vittima).
- Ascolti USA: telespettatori 3.109.000 – rating 18-49 anni 1,2%[2]

## La nuova frontiera
- Titolo originale: The New Frontier
- Diretto da: Stefan Schwartz
- Scritto da: Mark Richard

### Trama
L'elicottero con Alicia e Travis viene attaccato e quest'ultimo viene colpito da un proiettile al collo. Conscio di essere spacciato si getta dall'elicottero. Intanto al Rosarito Beach Hotel arriva un gruppo di rifugiati che cerca di forzare il cancello perché ha sentito che c'è un dottore. Victor per salvare la situazione sostiene di essere un medico e li fa entrare, improvvisando cure ai feriti. Nel frattempo Madison e Nick arrivano con gli altri al Broke Jaw Ranch e vengono accolti dal padre di Troy e Jake, Jeremiah Otto, scoprendo che l'elicottero non è ancora arrivato. Nick dice alla madre che non si fida di quegli uomini e Madison gli risponde di fidarsi per l'appunto solo di lei, rivelandogli che ha sottratto una pistola di nascosto. Intanto, dopo un atterraggio di fortuna, durante il ritorno a piedi Alicia e gli altri si imbattono in alcuni vaganti che uccidono Charlene, il pilota dell'elicottero. Alicia e Jake riescono a portare Luciana al ranch, raccontando l'accaduto. Troy non vuole fare entrare Luciana perché ferita e Nick, dopo avere finto di volere porre fine alle sue sofferenze, minaccia di uccidere Troy con la pistola che si è fatto dare. Jeremiah interviene accettando di portare Luciana in infermeria a patto che venga legata. Poi va da Madison, distrutta per la perdita di Travis, dicendole che sa che ha preso la pistola, ma che può tenerla se non sarà un pericolo per la comunità. Intanto Victor viene costretto da Elena e Hector a lasciare il Rosarito Beach Hotel e si allontana con una macchina presa dal parcheggio. Madison nel frattempo dice ai figli che vuole rimanere al ranch e farlo diventare la loro casa.
- Guest star: Brenda Strong (Ilene Stowe), Lindsay Pulsipher (Charlene Daley), Karen Bethzabe (Elena Reyes), Ramses Jimenez (Hector Reyes), Michael William Freeman (Blake Sarno).
- Altri interpreti: Maru Alfaro (Madre di Ava), Dominic Bogart (Joseph), Worth Howe (Russell Brown), Kinsey McLean (Medico), Omar Paul Yñigo Meza (Marito di Ava), Heather Wynters (Martha Brown), Ariadnali de la Peña Zepeda (Ava).
- Ascolti USA: telespettatori 2.698.000 – rating 18-49 anni 1,0%[2]

## Teotwawki
- Titolo originale: Teotwawki
- Diretto da: Deborah Chow
- Scritto da: Ryan Scott

### Trama
Madison, Nick e Alicia si accorgono ben presto che diversi abitanti del ranch non li vogliono, in particolare Troy che lancia velate minacce a Nick. Madison chiede a Jake e Jeremiah di tenere a bada i malumori e viene invitata da quest'ultimo a guardare alcuni vecchi video pubblicitari in cui Jeremiah profetizzava la fine del mondo. Parlando, entrambi hanno modo di trovare punti di pensiero in comune e Jeremiah mostra alla donna un enorme deposito di provviste e armi. Intanto Alicia, nel tentativo di integrarsi, accetta di partecipare a un gruppo di studio sulla Bibbia, scoprendo però che i ragazzi si ritrovano per fumare droga di nascosto e scherzare con la testa di un vagante che ancora si muove. Nick nel frattempo accetta di andare a caccia con Troy di alcuni cinghiali che devastano i campi: i due arrivano presto allo scontro fisico, ma Nick si guadagna simpatia di Troy quando quest'ultimo nota l'atteggiamento spregiudicato che contraddistingue entrambi. Il mattino seguente Jeremiah informa tutti che gli uomini dell'avamposto non hanno più dato notizie, quindi Troy andrà in ricognizione con alcuni volontari, a cui anche Madison si unisce. Nel frattempo Victor raggiunge Dante, un vecchio socio di affari che controlla una diga. Questi'ultimo inizialmente lo accoglie calorosamente, poi minaccia di ucciderlo ricordandogli che in passato è sempre stato avido. Victor lo implora di risparmiarlo e offre il suo aiuto per organizzare scambi di risorse con l'esterno, venendo per il momento imprigionato. Più tardi una sua vecchia conoscenza lo va a trovare in cella: Daniel Salazar.
- Guest star: Jason Manuel Olazabal (Dante Esquivel), Rae Gray (Gretchen Trimbol), Michael William Freeman (Blake Sarno), Emma Caulfield (Tracy Otto).
- Altri interpreti: Jackson Robert Scott (Troy Otto da bambino), Hugo Armstrong (Vernon Trimbol), Sarah Benoit (Pat Daley), Justin Deeley (Mike Trimbol), Philip Fallon (Terrance Shafford), Marshall Fox (Geoff), Worth Howe (Russell Brown), Matt Lasky (Cooper), Luke Spencer Roberts (Gabe Dille), Tyler Sanders (Jake da bambino), Jackson Robert Scott (Troy da bambino), Nathan Sutton (Jimmie), Heather Wynters (Martha Brown).
- Ascolti USA: telespettatori 2.504.000 – rating 18-49 anni 1,0%[3]

## 100
- Titolo originale: 100
- Diretto da: Alex Garcia Lopez
- Scritto da: Alan Page

### Trama
Dopo avere vagato per la Baja California ferito Daniel viene soccorso da Efraìn, un sopravvissuto che di nascosto raccoglie acqua per la gente che vive alla diga di Dante, poiché quest'ultimo non si fa problemi a lasciarla morire di sete. Dopo essere stato curato di nascosto da Lola, amica di Efraìn alla diga, Daniel viene attaccato da un vagante e finisce in un canale di scolo, dove viene trovato dagli inservienti che si occupano di tenerlo pulito dai cadaveri dei vaganti. Non potendo più nasconderlo Lola lo fa assumere come inserviente; più tardi J.C., capo della sicurezza, bullizza Daniel che in risposta lo trafigge con una forchetta. Alla scena assiste anche Dante, che riconosce in Daniel l'ex-ufficiale di El Salvador addestrato dalla C.I.A. durante la guerra civile e lo promuove a membro della sicurezza. Daniel viene così coinvolto in un'operazione per scovare un ladro di acqua, che si rende presto conto essere Efraìn. Per impedire a J.C. e gli altri di scoprire la fonte dell'acqua nascosta Daniel è così costretto a consegnare loro Efraìn. Più tardi Daniel assiste all'arrivo di Victor alla diga e va a trovarlo in cella, chiedendogli di Ofelia. Victor gli dice che è viva e propone di liberarlo per andare al Rosarito Beach Hotel dove lo aspetta, ma Daniel non crede alle sue parole. Gli viene poi chiesto di torturare Efraìn per farsi dire chi lo stava aiutando dall'interno e Daniel, dopo avergli sussurrato che è costretto a ucciderlo per non coinvolgere anche Lola, comincia a malmenarlo. Prima che possa ucciderlo la ragazza però si frappone, venendo presa in custodia e condannata a morte insieme a Efraìn e Victor. Dante ordina a Daniel di gettarli dalla diga, ma egli uccide Dante, J.C. e le altre guardie, chiedendo perdono a Lola.
- Guest star: Jason Manuel Olazabal (Dante Esquivel), Jesse Borrego (Efrain Morales), Ricardo J. Chacon (J.C.).
- Altri interpreti: Ricardo Moreno Villa (Everardo), Pedro Rodman (Padre), Itza Sodi (Pablito), Rodrigo Del Villar Casas (Othón).
- Ascolti USA: telespettatori 2.396.000 – rating 18-49 anni 0,9%[4]

## Salendo le scale ieri sera...
- Titolo originale: Burning in Water, Drowning in Flame
- Diretto da: Daniel Stamm
- Scritto da: Suzanne Heathcote

### Trama
Alicia si avvicina a Jake condividendo l'intimità, e la ragazza confessa che dopo l'apocalisse ha abbandonato ogni interesse per la poesia e le arti. Madison, Troy e gli altri arrivano sul luogo di atterraggio dell'elicottero, ma scoprono che è stato portato via. Arrivati all'avamposto vengono accerchiati dagli uomini di Qaletaqa, un nativo americano che intima loro di abbandonare il ranch poiché quella terra appartiene alla sua gente. Qaletaqa confisca armi, mezzi e stivali a Troy e gli altri, che sono costretti a tornare a piedi al ranch. Daniel e Victor arrivano intanto al Rosarito Beach Hotel, trovandolo però invaso dai vaganti. Victor confessa a quel punto che Ofelia se ne è andata tempo prima e Daniel lo abbandona lì fuggendo con la macchina. Troy, di ritorno al ranch, costringe gli uomini alla marcia forzata, ma Madison si rifiuta di continuare trovando l'appoggio degli altri uomini. Dopo essersi accampati per la notte durante il sonno Troy punta un coltello alla gola di Madison, ma la donna lo convince a desistere poiché è un uomo migliore. Intanto Nick cerca di fare sentire a suo agio Luciana, che continua a dire di volersene andare. Durante la notte però Luciana si allontana dal ranch, lasciando una lettera di addio a Nick.
- Guest star: Michael Greyeyes (Qaletaqa Walker), Rae Gray (Gretchen Trimbol), Michael William Freeman (Blake Sarno), Justin Rain (Crazy Dog).
- Altri interpreti: Justin Deeley (Mike Trimbol), Worth Howe (Russell Brown), Ila Marie Alvarez Kamena (Erin Twomey), Matt Lasky (Cooper), Rocky McMurray (Phil McCarthy), Jenny Schmidt (Mrs. Twomey), Nathan Sutton (Jimmie), Heather Wynters (Martha Brown).
- Ascolti USA: telespettatori 2.499.000 – rating 18-49 anni 1,0%[5]

## Terra rossa
- Titolo originale: Red Dirt
- Diretto da: Courtney Hunt
- Scritto da: Wes Brown

### Trama
Madison torna con gli altri al ranch raccontando l'accaduto. Tra la comunità si diffonde presto il timore di uno scontro e alcuni meditano di abbandonare il ranch. Tra di essi Vernon, uno dei due fondatori della comunità rimasto insieme a Jeremiah, decide di partire con la sua famiglia e, nonostante le proteste di Troy, viene lasciato andare. Jake intanto decide di partire di nascosto per andare da Qaletaqa e cercare di raggiungere un accordo. Alicia seppure protestando lo lascia andare, ma poi decide di seguirlo. Il mattino successivo intanto al ranch ritorna uno dei puledri che Vernon aveva portato via, così Jeremiah, Madison e Nick vanno a indagare, scoprendo che Vernon è stato ucciso insieme alla sua famiglia dopo uno scontro a fuoco. I tre portano i corpi al ranch e Madison fa un accorato discorso dicendo che Qaletaqa ha ucciso Travis e i loro amici, ma là fuori non c'è niente, quindi occorre rimanere uniti e difendere il ranch. Più tardi Nick chiede alla madre come può mentire così spudoratamente, ma Madison ribatte che l'ha fatto solo per proteggere lui e Alicia. Poco dopo fronteggia Troy che dice di non avere avuto intenzione di uccidere Vernon e gli altri, ma ha perso il controllo quando Mike, figlio di Vernon, non ha avuto il coraggio di guardarlo in faccia per dirgli che voleva andarsene. Madison rimprovera il ragazzo dicendo che pensa che sia lui la persona più adatta a prendere il comando dopo suo padre, ma non deve più accadere che perda il controllo.
- Guest star: Rae Gray (Gretchen Trimbol), Michael William Freeman (Blake Sarno).
- Altri interpreti: Hugo Armstrong (Vernon Trimbol), Sarah Benoit (Pat Daley), Dominic Bogart (Joseph), Justin Deeley (Mike Trimbol), Philip Fallon (Terrance Shafford), Ericka Kreutz (Kathy Trimbol), Matt Lasky (Cooper), Jake B. Miller (Dax Daley), Luke Spencer Roberts (Gabe Dille), Nathan Sutton (Jimmie).
- Ascolti USA: telespettatori 2.193.000 – rating 18-49 anni 0,8%[6]

## La scoperta
- Titolo originale: The Unveiling
- Diretto da: Jeremy Webb
- Scritto da: Mark Richard

### Trama
Alicia raggiunge Jake ed entrambi arrivano alla riserva di Black Hat per discutere con Qaletaqa di una tregua. Alicia ritrova Ofelia, che le racconta di essere stata salvata tempo prima dagli abitanti della riserva. Jake intanto raggiunge un accordo informale e organizza uno scambio di ostaggi per garantirlo. Alicia si offre di rimanere alla riserva, mentre Ofelia torna con Jake al ranch, dove però trova il rifiuto di suo padre, che come Troy e Madison non vuole raggiungere un accordo con i nativi americani. Qaletaqa intanto illustra ad Alicia la bellezza della riserva, compreso il nuovo elicottero che hanno recuperato, ma Alicia ribatte che su quell'elicottero c'era anche lei quando fu abbattuto e lo accusa di avere ucciso Travis. Qaletaqa rimane interdetto e le racconta di una profezia secondo cui dopo l'apocalisse loro avrebbero riavuto le loro terre. Intanto Madison convince Troy a organizzare una missione di salvataggio per Alicia. La sortita ha successo e alcuni nativi americani vengono uccisi. Jake per cercare di ricucire i rapporti si reca alla riserva per restituire Ofelia e dare loro un po' di acqua, ma Qaletaqa è furioso e solo l'intervento di Ofelia gli impedisce di prendere lo scalpo a Jake. Quest'ultimo torna indietro e più tardi anche Ofelia viene abbandonata davanti al ranch contusa, dove racconta che Qaletaqa l'ha accusata di avere rivelato loro informazioni sulla riserva e cacciata. Durante la notte improvvisamente molte persone si sentono male e muoiono, risvegliandosi come vaganti. Mentre il ranch è nel caos Nick vede Ofelia fuggire e capisce che è opera sua, ma comincia anch'egli a sentirsi male. Madison lascia Alicia con il figlio e si mette all'inseguimento di Ofelia.
- Guest star: Michael Greyeyes (Qaletaqa Walker), Michael William Freeman (Blake Sarno), Justin Rain (Crazy Dog).
- Altri interpreti: Dominic Bogart (Joseph), Matt Lasky (Cooper), Nathan Sutton (Jimmie).
- Ascolti USA: telespettatori 2.621.000 – rating 18-49 anni 0,9%[7]

## Il teschio indiano
- Titolo originale: Children of Wrath
- Diretto da: Andrew Bernstein
- Scritto da: Jami O'Brien

### Trama
Ofelia, dopo avere oltrepassato il confine, fu trovata da Jeremiah che si rifiutò di portarla con sé al ranch. Perduta nel deserto venne salvata da Qaletaqa da morte certa. Nel presente Madison cattura Ofelia, che confessa di avere avvelenato la milizia con il caffè per farli ammalare e permettere la conquista del ranch senza spargimento di sangue. Madison si reca a Black Hat portandola come ostaggio per chiedere con cosa sono stati avvelenati: Qaletaqa rivela che è antrace e la lascia andare via ammirando il suo coraggio. La sera Ofelia espone a Qaletaqa i suoi dubbi poiché non vuole fare del male ai Clark; mentre parlano Madison, Alicia, Troy e ciò che resta della milizia appiccano incendi alla riserva e riescono a fuggire con la roulotte in cui sono conservate le reliquie di Qaletaqa. Intanto Nick, ripresosi dall'avvelenamento, scava sotto la vecchia casa di Jeremiah trovandoci un teschio. Quando chiede spiegazioni a quest'ultimo egli racconta che la faida con i nativi americani è in atto da molto prima dell'apocalisse e il teschio è del padre di Qaletaqa. Madison e gli altri rientrano al ranch, seguiti dagli uomini di Qaletaqa che li circondano. Madison offre a quest'ultimo il teschio di suo padre e il resto delle reliquie in cambio della pace, ma Qaletaqa rifiuta dando tempo due giorni per lasciare il ranch. Victor nel frattempo trova arenata sulla spiaggia la sua barca "Abigail", tuttavia scopre che non è più in grado di navigare. Mentre si abbandona allo sconforto bevendo una bottiglia di champagne entra in contatto radio con un cosmonauta russo disperso nello spazio che gli rivela che tutto il mondo è stato infettato, ma che non deve perdere la speranza. Victor recupera dunque le scorte dalla barca, poi la incendia con gli alcolici rimasti, tornando nell'entroterra. Al ranch nel frattempo Madison racconta ai figli che uccise il padre alcolizzato per proteggere la madre che veniva picchiata e che ucciderebbe ancora per proteggerli. Si reca poi da Jeremiah e gli rivela che Qaletaqa ha offerto la pace in cambio del suo scalpo, quindi gli offre la possibilità di suicidarsi per salvare Jake, Troy e il resto del ranch. Jeremiah rifiuta categoricamente dicendo che intende fare resistenza fino all'ultimo e che nel caso dovrà essere Madison a ucciderlo. Nick giunge sul posto e mentre Jeremiah comincia a insultarlo lui lo uccide. Madison a quel punto fa allontanare Nick e sistema il corpo per farlo sembrare un suicidio attendendo l'arrivo di Jake e Troy. Più tardi prende di nascosto la testa di Jeremiah dalla bara e la consegna a Qaletaqa, che la accetta soddisfatto.
- Guest star: Michael Greyeyes (Qaletaqa Walker), Michael William Freeman (Blake Sarno), Justin Rain (Crazy Dog).
- Altri interpreti: Dominic Bogart (Joseph), Matt Lasky (Cooper).
- Ascolti USA: telespettatori 2.402.000 – rating 18-49 anni 0,8%[7]

## Il minotauro
- Titolo originale: Minotaur
- Diretto da: Stefan Schwartz
- Scritto da: Dave Erickson e Mike Zunic

### Trama
Gli abitanti della riserva si trasferiscono al ranch e, nonostante sia Jake che Qaletaqa spronino tutti alla pace, alcuni abitanti del ranch come Troy non accettano la situazione. Terrance, un abitante del ranch, sobillato da Troy cerca di sparare a un nativo americano, ma viene fermato. Qaletaqa a quel punto si impone per ottenere l'accesso alle armi sotto chiave e ordina di requisirle a tutti gli abitanti. Quando giungono da Troy egli rifiuta e minaccia una scontro a fuoco; Nick fa uscire tutti e cerca di convincerlo a desistere, ma mentre Troy sta per ripensarci gli uomini di Qaletaqa cominciano a sparare. Troy e Nick si barricano al primo piano mentre quest'ultimo cerca di convincere il primo ad arrendersi. Quando stanno per sfondare la porta Nick confessa a Troy di avere ucciso Jeremiah perché avrebbe fatto uccidere tutti pur di non sacrificarsi. Troy a quel punto si lascia catturare e viene condannato all'esilio. Madison lo accompagna lontano dal ranch, ma Troy improvvisamente si ribella cercando di sopraffarla. Madison riprende però il controllo della situazione e costringe Troy ad andarsene, non volendo ucciderlo. Intanto alla diga Daniel aiuta Lola a tenere il controllo della diga dopo la morte di Dante; i due si scambiano consigli reciproci su come affrontare le difficoltà e Lola dice a Daniel di non farsi logorare dalla ricerca di Ofelia.
- Guest star: Michael Greyeyes (Qaletaqa Walker), Jesse Borrego (Efrain Morales), Justin Rain (Crazy Dog), Michael William Freeman (Blake Sarno), Kalani Queypo (Klah Jackson).
- Altri interpreti: Philip Fallon (Terrance Shafford), Ila Marie Alvarez Kamena (Erin Twomey), Matt Lasky (Cooper), Ricardo Moreno Villa (Everardo), Jenny Schmidt (Signora Twomey).
- Ascolti USA: telespettatori 2.139.000 – rating 18-49 anni 0,8%[8]

## Il divinatore
- Titolo originale: The Diviner
- Diretto da: Paco Cabezas
- Scritto da: Ryan Scott

### Trama
La falda acquifera del ranch si sta esaurendo, così Madison e Qaletaqa partono per dirigersi a un centro di scambi a qualche giorno di viaggio, lasciando a Ofelia e Crazy Dog le uniche armi per la sicurezza del ranch. Nick viene avvicinato da ciò che resta della milizia che lo crede un eroe per avere mosso resistenza insieme a Troy e lui decide di assecondarli, giustificandosi con Alicia che lo fa per tenerli sotto controllo. Con il razionamento dell'acqua ben presto la situazione precipita ed entrambe le parti accusano l'altro di prendere più acqua del dovuto. Quando Alicia, per tentare di portare tutti alla ragione, rivela che hanno solo sei settimane di acqua rimasta, si scatena il caos; Crazy Dog interviene per placare i toni e prendere il controllo dell'unico pozzo utilizzato, ma Nick oppone resistenza insieme ad altri. Per mantenere la pace Crazy Dog si ritira e i due schieramenti si dividono con l'intenzione di pescare più acqua possibile dal proprio pozzo. Intanto Qaletaqa e Madison raggiungono "il Bazar", cercando di stringere un accordo per riempire la propria autocisterna di acqua. Mentre trattano Madison vede Victor trascinato via dalla sicurezza e interviene per liberarlo; i due hanno modo di raccontarsi quanto successo, ma ben presto Victor viene ricatturato ed è condannato ai lavori forzati finché non estinguerà il suo debito. Madison utilizza le monete per comprare l'acqua per estinguere il debito di Victor, e spiega a Qaletaqa che Victor li porterà a una diga che risolverà il problema della carenza di acqua in modo permanente. Intanto al ranch Nick guida un gruppo di ribelli con l'intenzione di sottrarre le armi con la forza, ma prima di giungere allo scontro vede che Alicia si è unita a un gruppo di nativi che con la rabdomanzia sta scavando un nuovo pozzo. A quella vista entrambi gli schieramenti depongono le armi e si adoperano per aiutare lo scavo.
- Guest star: Michael Greyeyes (Qaletaqa Walker), Justin Rain (Crazy Dog), Michael William Freeman (Blake Sarno), Kalani Queypo (Klah Jackson).
- Altri interpreti: Sarah Benoit (Pat Daley), Eddie Diaz (Guardia del El Bazar), Brian Duffy (Proctor Nineteen), Keyko Duran (Maria Lu), Hal Havins (Bob), Ila Marie Alvarez Kamena (Erin Twomey), Matt Lasky (Cooper), Jake B. Miller (Dax Daley), Teya Patt (Cassiera del El Bazar), Luke Spencer Roberts (Gabe Dille), Jenny Schmidt (Signora Twomey).
- Ascolti USA: telespettatori 2.139.000 – rating 18-49 anni 0,8%[8]

## Lo scambio
- Titolo originale: La Serpiente
- Diretto da: Josef Wladyka
- Scritto da: Mark Richard e Lauren Signorino

### Trama
Madison, Qaletaqa e Victor si stanno dirigendo alla diga quando si imbattono in una mandria di vaganti. Una volta abbandonata l'autocisterna Victor li conduce in condotto fognario dove con qualche difficoltà riescono a raggiungere la diga, incontrando Daniel. Quest'ultimo li conduce da Lola, ma la donna rifiuta di fare accordi per l'acqua, offrendo solo più tardi a Ofelia, Madison e i suoi figli di trasferirsi alla diga. Madison tuttavia rifiuta la proposta, confessando poi a Victor che il ranch le ricorda il posto dove è cresciuta, in campagna. La mattina successiva Qaletaqa torna verso il ranch furioso, minacciando di costringere tutti quelli non della sua gente ad andarsene. Victor intanto inscena un attentato facendo esplodere un'autocisterna così che, quando i vaganti entrano, seguiti poi da una folla in rivolta, Lola possa capire di avere bisogno di armi per proteggere la diga e accetti uno scambio con Madison: armi per acqua. Madison e Victor tornano così verso il ranch con un'autocisterna piena d'acqua e recuperano Qaletaqa sul percorso.
- Guest star: Michael Greyeyes (Qaletaqa Walker), Jesse Borrego (Efrain Morales).
- Altri interpreti: Ricardo Moreno Villa (Everardo).
- Ascolti USA: telespettatori 1.985.000 – rating 18-49 anni 0,7%[9]

## Il custode del fratello
- Titolo originale: Brother's Keeper
- Diretto da: Alrick Riley
- Scritto da: Wes Brown

### Trama
Troy, dopo avere vagato nel deserto, avvista qualcosa e ne attira l'attenzione. Quella notte fa visita a Nick al ranch, dicendogli che sta arrivando qualcosa che spazzerà via tutto, poi si dilegua nell'oscurità. Il mattino successivo Jake e Nick vanno a cercare Troy e vedono che sta attirando verso il ranch un'immensa orda di vaganti; Nick prova a convincerlo a desistere e, quando Jake sta per ucciderlo, lo scansa per impedirlo. Jake viene così morso da un vagante e Nick è costretto ad amputargli il braccio per cercare di salvarlo, poi con Troy cerca di riportarlo al ranch per guarirlo. Al ranch intanto Alicia avverte Ofelia e Crazy Dog della visita di Troy e ben presto si accorgono dell'imminente arrivo dell'orda. Crazy Dog fa armare tutti e cerca di creare una barricata con i mezzi, ma l'orda implacabilmente riesce a oltrepassarla e si rifugiano quindi tutti nel bunker con armi e provviste. Poco distante, su un'altura, Jake muore per l'emorragia e Troy è costretto a sopprimerlo, mentre Nick gli dice che dovranno trovare un modo per salvare le persone al ranch.
- Guest star: Michael William Freeman (Blake Sarno), Justin Rain (Crazy Dog), Kalani Queypo (Klah Jackson), Linda Gehringer (Cristine).
- Altri interpreti: Matt Lasky (Cooper), Luke Spencer Roberts (Gabe Dille).
- Ascolti USA: telespettatori 2.078.000 – rating 18-49 anni 0,8%[10]

## Questa è la mia terra
- Titolo originale: This Land Is Your Land
- Diretto da: Meera Menon
- Scritto da: Suzanne Heathcote

### Trama
Nel bunker Ofelia e Crazy Dog si accorgono che il condotto di aerazione è bloccato da qualcosa e presto soffocheranno. Mentre i due si avventurano all'interno di esso per raggiungere la ventola in superficie Alicia chiede a tutti coloro che sono stati morsi di farsi avanti e sacrificarsi, in modo da non consumare aria e aumentare le probabilità di sopravvivenza per gli altri. Con molta riluttanza le persone si fanno avanti e dopo avere somministrato loro massicce dosi di morfina Alicia è costretta ad accoltellarle uno alla volta, cosa che la distrugge emotivamente. Intanto Nick e Troy cercano di raggiungere il deposito del carburante per creare un diversivo, ma il loro pick-up viene fermato dall'orda di vaganti e sono costretti a rifugiarsi nell'elicottero poco distante, che tuttavia non riescono a fare partire. Intanto Ofelia e Crazy Dog riescono a liberare il condotto, ma è troppo tardi: nel bunker le persone stanno già morendo asfissiate e mordono le altre, con Alicia che cerca di resistere strenuamente. Quando sembra tutto perduto Qaletaqa, Madison e Victor fanno esplodere il deposito del carburante attirando lontano i vaganti, riuscendo infine a salvare solo Nick, Troy, Ofelia, Crazy Dog e Alicia. Quest'ultima rifiuta però di dirigersi alla diga dicendo che intende andare a controllare un posto che gli aveva indicato Jake. Seppure riluttante Madison la lascia andare e acconsente anche a Nick e Troy di seguirla. Gli altri si dirigono invece con l'autocisterna alla diga.
- Guest star: Michael Greyeyes (Qaletaqa Walker), Linda Gehringer (Cristine), Michael William Freeman (Blake Sarno), Justin Rain (Crazy Dog).
- Altri interpreti: Sarah Benoit (Pat Daley), Hal Havins (Bob), Ila Marie Alvarez Kamena (Erin Twomey), Jake B. Miller (Dax Daley), Cal Bartlett (Stan).
- Ascolti USA: telespettatori 2.364.000 – rating 18-49 anni 0,9%[11]

## Il mattatoio
- Titolo originale: El Matadero
- Diretto da: Stefan Schwartz
- Scritto da: Alan Page

### Trama
Mentre si dirigono al centro di scambi per incontrare Daniel Ofelia cade dall'autocisterna e confessa poi di essere stata morsa. Intanto Nick e Troy raggiungono Alicia, ma la ragazza rifiuta di tornare con loro e i ragazzi la lasciano andare per tornare dagli altri. Madison e gli altri raggiungono il "Bazar" ed entrano per fare riposare Ofelia e trovare le medicine di cui ha bisogno. Alicia intanto entra in un fast food alla ricerca di cibo, ma viene raggiunta da alcuni vaganti e si nasconde, vedendosi rubare le provviste da un'altra ragazza che arriva uccidendo i vaganti; ripreso il viaggio la ritrova in un centro commerciale più avanti e si accorda per dividere le provviste. Intanto al Bazar Victor si mette di nuovo dei guai e dice alla sicurezza che deve parlare con il supervisore perché ha qualcosa che lui sicuramente vuole. Nel frattempo Troy e Nick raggiungono gli altri e quest'ultimo ruba una dose di idrocodone preso da Madison per alleviare il dolore di Ofelia e con Troy si reca da "il Macellaio", uno spacciatore che li rifornisce di altri stupefacenti. La sera Madison porta Ofelia all'incontro con Daniel, ma la ragazza perde i sensi poco prima dell'arrivo del padre, che è costretto a darle il colpo di grazia. La mattina, dopo avere seppellito la figlia, Daniel accetta di accogliere alla diga Madison e gli altri, ma Nick e Troy decidono di rimanere qualche giorno al Bazar con la scusa di trovare contatti commerciali. Intanto Alicia si offre di viaggiare per un po' insieme con la ragazza che ha incontrato.
- Guest star: Michael Greyeyes (Qaletaqa Walker), Edwina Findley (Diana), Justin Rain (Crazy Dog), Miguel Pérez (El Matarife).
- Altri interpreti: Eddie Diaz (Guardia del El Bazar), Brian Duffy (Proctor Nineteen), Christel Klitbo (Cameriera del El Bazar), Teya Patt (Cassiera del El Bazar).
- Ascolti USA: telespettatori 2.231.000 – rating 18-49 anni 0,8%[12]

## La forza del male
- Titolo originale: Things Bad Begun
- Diretto da: Andrew Bernstein
- Scritto da: Jami O'Brien

### Trama
Al Bazar Troy scopre che i Procuratores, la banda che controlla tra le altre cose il Bazar stesso, sta progettando di conquistare la diga. Insieme a Nick si dirige lì per allarmare Madison e gli altri. Lola e Daniel cercano di organizzare le difese, mentre Qaletaqa e Crazy Dog decidono di partire verso nord alla ricerca di altri della loro gente. Victor rivela a Nick di avere fatto un accordo con il supervisore, capo dei Procuratores, per farli entrare alla diga e in cambio verrà nominato a capo di essa quando se ne andranno. Nick cerca di raggiungere la madre per avvertirla, ma viene fermato da Daniel che lo interroga insistentemente sull'orda di vaganti per sapere chi ne è responsabile e di conseguenza della morte di Ofelia. Nick cerco di convincerlo di non sapere nulla, poi afferma che è colpa di Jake e Daniel sembra credergli lasciandolo andare. Nick raggiunge così la madre che si trova con Troy avvertendoli dell'accordo fatto di Victor ed è costretto a rivelare anche che Troy è il responsabile dell'orda perché sicuro che Daniel ha capito che sia lui in realtà il colpevole. Mentre Troy spiega le sue ragioni Madison lo uccide con un martello. Intanto Alicia e la sua nuova amica Daiana vengono attaccate da alcuni banditi: Alicia riesce a scacciarli e porta Daiana, ferita a una gamba, al Bazar. Lì viene notata da Eddie, un medico che la convince ad aiutarla nell'operazione di rimozione di un tumore dalla schiena di John, che si rivela essere il supervisore dei Procuratores. L'operazione riesce e John prende in simpatia Alicia obbligandola ad accompagnarlo alla diga dove nel frattempo è iniziato l'attacco. Victor ha creato infatti un ingresso tramite i cunicoli deviando il corso d'acqua e quando Lola e Daniel lo scoprono ha una colluttazione con quest'ultimo, in cui lo ferisce alla mascella con un colpo di pistola. Lola fugge con Daniel mentre Victor dice ai Procuratores che sono morti, quindi trova Madison e Nick e li fa nascondere promettendo che farà di tutto per proteggerli.
- Guest star: Michael Greyeyes (Qaletaqa Walker), James LeGros (Eddie), Jesse Borrego (Efrain Morales), Edwina Findley (Diana), Justin Rain (Crazy Dog), Miguel Pérez (El Matarife), Ray McKinnon (Il Supervisore John).
- Altri interpreti: Brian Duffy (Proctor Nineteen), Travis Johns (Proctor Nine).
- Ascolti USA: telespettatori 2.230.000 – rating 18-49 anni 0,8%[13]

## La resa dei conti
- Titolo originale: Sleigh Ride
- Diretto da: Andrew Bernstein
- Scritto da: Dave Erickson e Mark Richard

### Trama
Alicia arriva alla diga con John e i suoi uomini, dove incontra Victor. La ragazza finge di non conoscerlo, ma John se ne accorge e più tardi le chiede perché lo conosca. Saputo che è la figlia della donna che Victor voleva venisse risparmiata promette di mantenere la promessa se Alicia verrà con lui a Houston. Lola lascia nascosto Daniel e va a cercare Efraìn, trovandolo morto, quindi prende una pistola per farsi vendetta. Intanto Victor cerca di fare fuggire Madison e Nick facendoli passare per lavoratori, ma l'arrivo di Lola che inizia a sparare ai Procuratores rovina i suoi piani. Lola viene uccisa dal sopraggiunto John, che prende in custodia Victor, Madison e Nick. Dopo avere ascoltato le loro storie decide di farli giustiziare perché troppo pericolosi. Nick però mostra di possedere il detonatore delle cariche precedentemente piazzate come ultima risorsa per la difesa della diga, e impone a John di lasciare andare sua madre, Alicia e Victor. I tre cominciano ad allontanarsi sul lago artificiale con un gommone, ma a quel punto John ricorda a Nick che non può ancora fare esplodere la diga o la sua famiglia non sarà al sicuro. Ordina ai suoi uomini di catturarlo, ma Nick viene salvato da Crazy Dog, che con un fucile di precisione da un'altura vicina spara sui Procuratores, e Daniel, che scoperto il cadavere di Lola giunge anche lui per fare vendetta. Nick, messo comunque alle strette, fa esplodere la diga così che John e i Procuratores sono costretti a ritirarsi. Mentre Crazy Dog e Qaletaqa partono definitivamente verso nord Daniel raggiunge Nick per portarlo in salvo prima che la diga crolli del tutto. Intanto Victor, Alicia e Madison vengono trascinati dalla corrente a valle e finiscono in acqua. Con l'acqua che scorre libera e la gente che accorre per prenderne per sé, Madison approda sulla banchina.
- Guest star: Michael Greyeyes (Qaletaqa Walker), Justin Rain (Crazy Dog), Ray McKinnon (Il Supervisore John), Jesse Borrego (Efrain Morales)[14].
- Altri interpreti: Matt Lasky (Cooper), Brian Duffy (Proctor Nineteen), Travis Johns (Proctor Nine), Candy Esmeralda Raya Madera (Bambina), Anthony Nanakornpanom (Proctor Eleven).
- Ascolti USA: telespettatori 2.230.000 – rating 18-49 anni 0,8%[13]